# 렌티스파이라문
렌티스파이라문(Lentisphaerae)은 세균 문의 하나로 의원체문과 우미균문과 밀접한 관련이 있다.
3개의 단형목 렌티스파이라목과 빅티발리스목, 올리고스파이라목을 포함하고 있다. 여기에 속한 세균 종들은 유산소 또는 무산소 호흡을 할 수 있으며, 2개의 독특한 표현형으로 구별된다. 하나는 포유류와 조류의 장에 기생하는 육상 미생물 집단이다. 나머지 표현형(어류와 산호초 미생물 그리고 해양 퇴적물의 염기 서열 분석)은 해양미생물들이다.

## 분류
렌티스파이라문을 다음과 같이 분류한다.
- 렌티스파이라강 (Lentisphaeria)
  - 렌티스파이라목 (Lentisphaerales) Cho et al. 2004
    - 렌티스파이라과 (Lentisphaeraceae)
      - 렌티스파이라속 (Lentisphaera) Cho et al. 2004
        - Lentisphaera araneosa Cho et al. 2004

  - 빅티발리스목 (Victivallales) Cho et al. 2004
    - 빅티발리스과 (Victivallaceae)
      - 빅티발리스속 (Victivallis) Zoetendal et al. 2003
        - Victivallis vadensis Zoetendal et al. 2003
- 올리고스파이라강 (Oligosphaeria) Qiu et al. 2013
  - 올리고스파이라목 (Oligosphaerales) Qiu et al. 2013
    - 올리고스파이라과 (Oligosphaeraceae) Qiu et al. 2013
      - 올리고스파이라속 (Oligosphaera) Qiu et al. 2013
        - Oligosphaera ethanolica Qiu et al. 2013